# Santa Maria da Feira
Santa Maria da Feira és un municipi portuguès al districte d'Aveiro, a la regió del Nord i a la subregió d'Entre Douro e Vouga. L'any 2007 tenia 146.347 habitants. Es divideix en 31 freguesies. Limita al nord amb Vila Nova de Gaia i Gondomar, a l'est amb Arouca, al sud-est amb Oliveira de Azeméis i São João da Madeira, al sud i oest amb Ovar i a l'oest amb Espinho. Hi ha el Castell de Santa Maria da Feira. El concelho inclou les freguesies d'Argoncilhe, Arrifana, Caldas de São Jorge, Canedo, Escapães, Espargo, Feira (inclou la ciutat de Santa Maria da Feira), Fiães, Fornos, Gião, Guisande, Lobão, Louredo, Lourosa, Milheirós de Poiares, Mosteiró, Mozelos, Nogueira da Regedoura, Paços de Brandão, Pigeiros, Rio Meão, Romariz, Sanfins, Sanguedo, Santa Maria de Lamas, São João de Ver, São Paio de Oleiros, Souto, Travanca, Vale i Vila Maior.
| Població del concelho de Santa Maria da Feira (1801 – 2004) | Població del concelho de Santa Maria da Feira (1801 – 2004) | Població del concelho de Santa Maria da Feira (1801 – 2004) | Població del concelho de Santa Maria da Feira (1801 – 2004) | Població del concelho de Santa Maria da Feira (1801 – 2004) | Població del concelho de Santa Maria da Feira (1801 – 2004) | Població del concelho de Santa Maria da Feira (1801 – 2004) | Població del concelho de Santa Maria da Feira (1801 – 2004) | Població del concelho de Santa Maria da Feira (1801 – 2004) |
| ----------------------------------------------------------- | ----------------------------------------------------------- | ----------------------------------------------------------- | ----------------------------------------------------------- | ----------------------------------------------------------- | ----------------------------------------------------------- | ----------------------------------------------------------- | ----------------------------------------------------------- | ----------------------------------------------------------- |
| 1801                                                        | 1849                                                        | 1900                                                        | 1930                                                        | 1960                                                        | 1981                                                        | 1991                                                        | 2001                                                        | 2004                                                        |
| 27851                                                       | 37823                                                       | 44596                                                       | 52679                                                       | 83483                                                       | 109531                                                      | 118641                                                      | 135964                                                      | 142295                                                      |